# Lynn Vidali
Eleanor Suzanne "Ellie" Daniel, född 26 maj 1952 i San Francisco, är en amerikansk före detta simmare.
Vidali blev olympisk silvermedaljör på 400 meter medley vid sommarspelen 1968 i Mexico City.